# 梅諾卡主教座堂

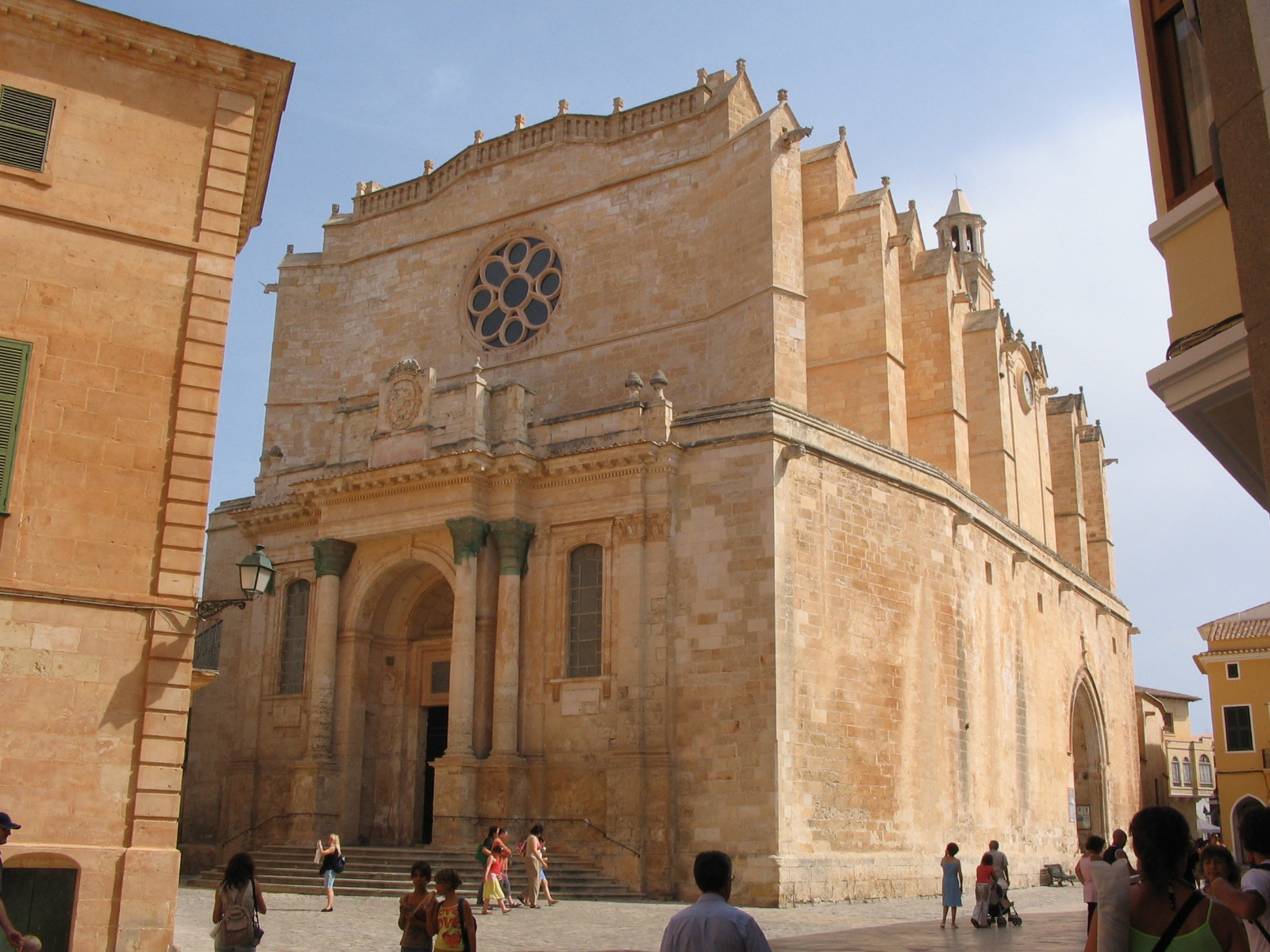

梅諾卡主教座堂（Minorca Cathedral）是位於西班牙城市梅諾卡的一座羅馬天主教的主教座堂。梅諾卡主教座堂的前身是一座清真寺。